# بیاشوش
بیاشوش، روستایی از توابع بخش مرکزی شهرستان جوانرود در استان کرمانشاه ایران است.

## جمعیت
این روستا در دهستان پلنگانه،قرار دارد  سال ۱۴۰۰ ، جمعیت آن ۱۲۱۳ نفر (۳۰۳ خانوار) بوده‌است. ساکنان این روستا اکثریت شان از طایفه دروئی هستند و به زبان کوردی سورانی صحبت می کنند

## آب و هوا و موقعیت جغرافیایی
روستای بیاشوش در فاصله ۷کیلومتری ازشمال شرق شهرستان جوانرود استان کرمانشاه قراردارد .ازشمال به کوهستان شاهو و ازجنوب به روستاهای کلی و ترکبان و ازشرق به شهرستان روانسر و از غرب به روستاهای ده لیلی امتداد دارد .این روستا به دلیل هم جواری باکوه‌های شاهو و قرارداشتن دریک دشت وسیع بسیار سردسیر بوده و نام روستا بیاشوش به معنی شمش یخی میباشد این روستا بخاطر سرمای شدید در زمستان و تندباد مشهور است

## امکانات و گردشگری
زنان روستا در زمینه توپ بافی و قالی بافی فعالیت دارند.از فعالیت های انجام شده در روستای بیاشوش ایجاد یک پارک یا بوستان و نصب وسایل ورزشی می باشد که می تواند نقش مهمی درسلامت مردم روستا داشته باشد و همچنین یک مجموعه ورزشی درسال ۹۰ در این روستا تاسیس شده و از بازیهای محلی این روستا میتوان به بازی محلی زغان اشاره کرد .از غذاهای محلی این روستا میتوان به آش دانه کولانه و ترخینه اشاره کرد .توسعه فعالیتهای عمرانی، آموزشی، فرهنگی، ورزشی، بهداشتی و زیست محیطی را از شاخص ترین موفقیت های روستای بیاشوش می باشد .این روستا از آب لوله کشی و فاضلاب کشی برخوردار است همچمنین در شهریور ۱۴۰۰ گازرسانی برای روستا انجام شده و در چهارچوب طرح هادی قرار دارده گزارش روابط عمومی فرمانداری شهرستان جوانرود، طرح بوم گردي کاروان در روستای بیاشوش با حضور دکترحاتمی معاون محترم هماهنگی امور اقتصادی استاندار کرمانشاه ، یوسفی فرماندار محترم جوانرود و قبادی مدیرکل دفتر جذب سرمایه‌گذاری استانداری،کردستانی مدیرعامل شرکت شهرک‌های صنعتی، حاتمی مدیرکل جهاد کشاورزی، جمعی از مسئولان و اهالی این روستا ‌امروز (١٣ بهمن ماه) سال ۱۳۹۹ افتتاح شد.

## ‌ اسامی دهیار و اعضای شورای اسلامی روستا
دهیار [رمضان قبادی]
اعضای شورای اسلامی روستا انتخابات ۱۴۰۰
۱.فاتح کریمی
۲.صدیق حقدوست
۳.عرفان رامین